# أديتي رافي
أديتي رافي (بالإنجليزية: Aditi Ravi)‏ هي ممثلة هندية، ولدت في 1993 في تريشور في الهند.

## وصلات خارجية
- أديتي رافي على موقع IMDb (الإنجليزية)
- أديتي رافي على موقع قاعدة بيانات الفيلم (الإنجليزية)